# Pristhesancus plagipennis
Pristhesancus plagipennis ist eine Wanzenart aus der Familie der Raubwanzen (Reduviidae). Im Englischen tragen die Wanzen die Bezeichnung Common Assassin Bug („Gewöhnliche Mordwanze“) oder Bee Killer Assassin Bug („Bienentötende Mordwanze“).

## Merkmale
Die gelblich-braun gefärbten Wanzen werden etwa 25 Millimeter lang. Sie besitzen eine schlanke Statur sowie schlanke Beine. Im vorderen Bereich des Halsschildes befinden sich zwei markante Höcker. Die Flügel sind transparent. Die Nymphen besitzen einen orange gefärbten Hinterleib.

## Verbreitung
Pristhesancus plagipennis kommt im Osten Australiens vor.
Offene Waldgegenden im Osten von Queensland sowie in New South Wales bilden das typische Habitat der Wanzenart.

## Lebensweise
Die Wanzen leben räuberisch von verschiedenen Insekten und Spinnentieren. Zu den Beutetieren zählen die Honigbiene (Apis mellifera) sowie die phytophagen Wanzen Biprorulus bibax, Nezara viridula, Plautia affinis, Tectocoris diophthalmus und Musgraveia sulciventris.
Die als Baumwollschädlinge bekannten Weichwanzen der Gattung Creontiades und die Eulenfalterraupen der Gattung Helicoverpa gehören ebenfalls zum Beutespektrum. Die Zucht von Pristhesancus plagipennis und der Einsatz zur biologischen Schädlingsbekämpfung im Rahmen des integrierten Pflanzenschutzes ist Thema mehrerer wissenschaftlicher Arbeiten.